# Коринт (митологија)
Коринт (грч. Κόρινθος) је у грчкој митологији било име више личности. 

## Митологија
1. Према локалном миту у Коринту, био је Зевсов син и оснивач тог града.[1] Међутим, према другим изворима, он је у ствари био Маратонов син, али је самог себе називао Зевсовим сином. Такође је описан као узурпатор престола Коринта, који када је умро, није имао наследника, па је то искористила Медеја и као владара поставила мужа Јасона, на шта је, према свом пореклу, имала право. Јасон је подозревао да је Медеја у ствари отровала Коринта, што она није порекла.[2]
2. Према Аполодору, био је Пелопов и Хиподамијин син.[3]